# Abacab

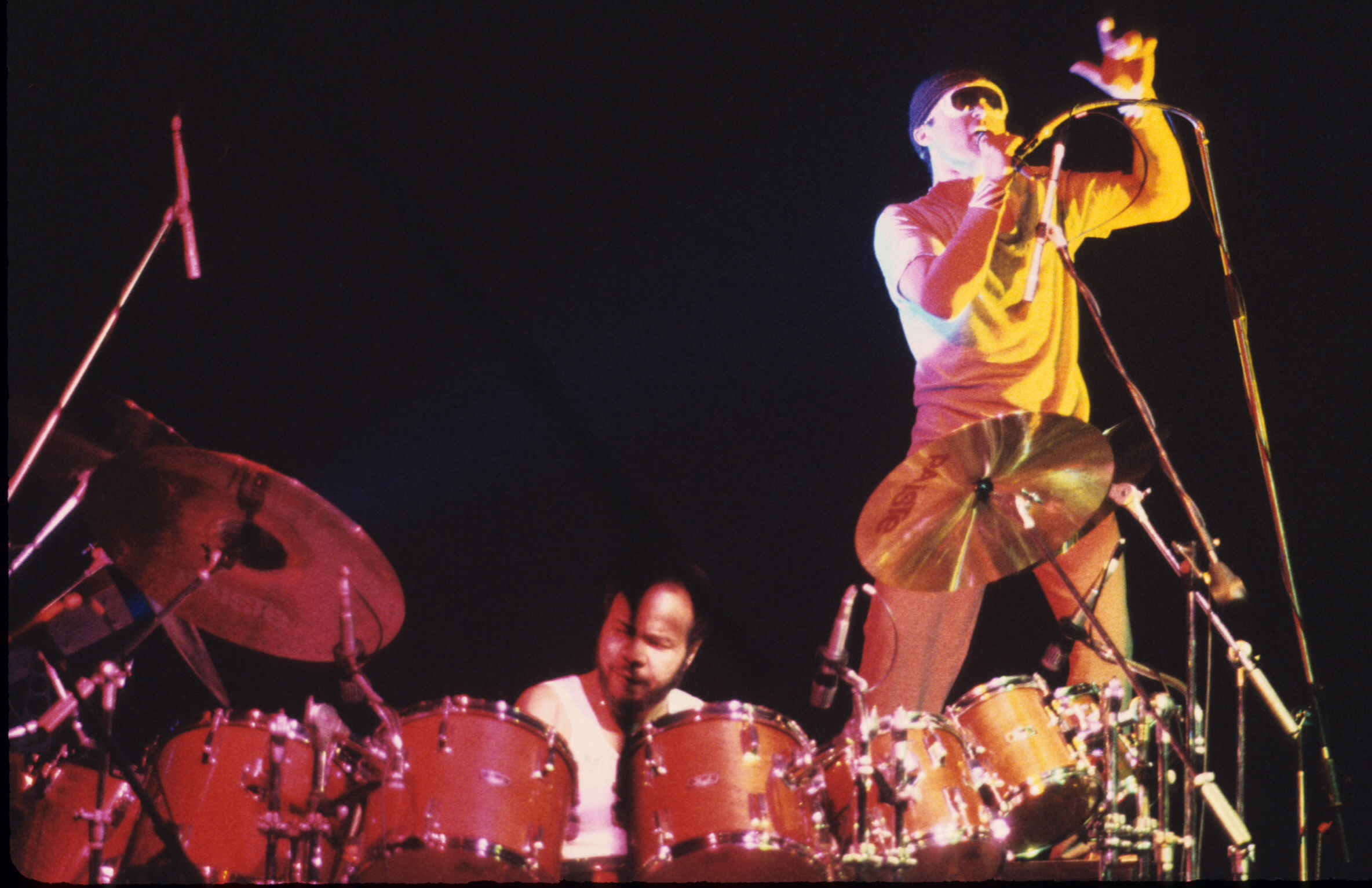
Концерт Genesis, октябрь 1981 года

Abacab — одиннадцатый студийный альбом британской прогрок-группы Genesis, выпущенный 18 сентября 1981 года. Альбом пробыл в британском хит-параде 27 недель, некоторое время занимая в нём первое место. Кроме того, он стал дважды платиновым в США.
Отбирая материал для альбома, Genesis, ориентированные на радиоротацию, сознательно старались отсеять материал, напоминающий что-либо, сделанное ими прежде.
В альбоме использован мощный звук барабанов, основанный на эффекте, который называется гейтированный ревербератор (gated reverb). Принцип его работы заключается в использовании барабанной установки, искусственно усиленной через шумовой гейт, которая резко отсекается, когда звук достигает определённого порога. В результате получается мощная «живо» звучащая, хотя и контролируемая размытость звука барабанов. Этот характерный звук был придуман Гэбриэлом, Коллинзом и их сопродюсером и звукоинженером Хью Пэдхамом, когда Коллинз участвовал в записи фоновой дорожки для композиции «Intruder», первого трека в сольном альбоме Гэбриэла 1980 года. Эта техника в совокупности с продюсированием Пэдхама появляется также в дебютном сольном альбоме Коллинза Face Value. Гейтированный звук барабанов стал визитной карточкой последующих альбомов Genesis и Коллинза.

## Название альбома
В интервью американскому радио Майк Резерфорд говорил, что музыкальные составляющие альбома условно делились на секции «А», «B» и «C»; в разное время они находились в разном порядке, и в какой-то момент получилась последовательность «ABACAB» (она не стала окончательной, но название было принято).

## Отзывы критиков
Журнал Rolling Stone похвалил Genesis за то, что они снизошли из своей «башни из слоновой кости» и приняла в свои объятия современные музыкальные приёмы, сравнив их с The Police и XTC.

## Список композиций
| №  | Название            | Автор(ы)                  | Длительность |
| -- | ------------------- | ------------------------- | ------------ |
| 1. | «Abacab»            | Бэнкс, Коллинз, Резерфорд | 7:02         |
| 2. | «No Reply at All»   | Бэнкс, Коллинз, Резерфорд | 4:41         |
| 3. | «Me and Sarah Jane» | Бэнкс                     | 6:00         |
| 4. | «Keep It Dark»      | Бэнкс, Коллинз, Резерфорд | 4:34         |

| №                   | Название            | Автор(ы)                  | Длительность |
| ------------------- | ------------------- | ------------------------- | ------------ |
| 1.                  | «Dodo/Lurker»       | Бэнкс, Коллинз, Резерфорд | 7:30         |
| 2.                  | «Who Dunnit?»       | Бэнкс, Коллинз, Резерфорд | 3:22         |
| 3.                  | «Man on the Corner» | Коллинз                   | 4:27         |
| 4.                  | «Like It or Not»    | Резерфорд                 | 4:58         |
| 5.                  | «Another Record»    | Бэнкс, Коллинз, Резерфорд | 4:30         |
| Общая длительность: | Общая длительность: | Общая длительность:       | 47:04        |

## Хит-парады
| Хит-парад      | Наивысшая позиция |
| -------------- | ----------------- |
| Великобритания | 1                 |
| США            | 7                 |
| Германия       | 6                 |
| Норвегия       | 4                 |
| Швеция         | 11                |

Альбом стал дважды платиновым в США.

## Участники записи
- Фил Коллинз — вокал, барабаны, ударные
- Майк Резерфорд — бас-гитара, гитара, бэк-вокал
- Тони Бэнкс — клавишные, меллотрон, бэк-вокал
- Джонни Грэм — труба
- Эндрю Вулфок — саксофон
- Стейтон Хейворд — бас-гитара в «No Reply At All»